# 清水あいり
清水 あいり（しみず あいり、1992年〈平成4年〉12月17日 - ）は、日本の女優、タレント、YouTuber、元グラビアアイドル。大阪府枚方市出身。TRUSTAR所属。現在の芸名に変更するまでは、「平山 藍里」、「黒瀬 あいり」名義で活動していた。

## 来歴
2007年、中学卒業の時期にスカウトされエムズワールドに所属。平山 藍里（ひらやま あいり）としてデビュー。映画『あいのこころ』のオーディションにて抜擢され、沖田アイ役で初主演を果たす。
2009年、東京ヤクルトスワローズのダンスユニット「Swallows Wings」（現：Passion）のメンバーとして活動。
その後は、グラビアも視野に入れて移籍した所属事務所が不祥事を起こし身動きが取れなくなった日々が続いたが、契約満了をもって晴れてフリーになる。
2012年4月14日、芸名を黒瀬 あいり（くろせ あいり）に改名。9月、ファンタスター（ヴィズミック系列）へ移籍し清水 あいり（しみず あいり）に改名。名前を変えた理由は「事務所が変わったから」。タレント業・女優をこなす一方で、グラビアアイドルとして撮影会にも積極的に参加している。
2013年9月7日、アイドルユニット「PINE」（パイン）を結成。命名は今野杏南。2014年1月3日、ユニット名を「PINE∞」（パイン）に改名。2016年4月4日、新生PINEとなることを発表。
2014年2月6日、「FANTA☆STAR」（今野杏南、水樹たま、清水あいり、池田愛恵里）の名義にてミュージック・ビデオ「プログラム握ってるキログラム」を公開。10月、アイドルが東京の坂を全力で駆けのぼるテレビ番組『全力坂』（テレビ朝日）に出演する。『メンズサイゾー』（株式会社サイゾー）によれば「カジュアルな服装ながら、おっぱいを暴れさせて疾走する清水が「エロい」とネット上で話題を集めている」としている。
『妄想マンデー』などAbemaTVの番組出演を境に、仕事内容がグラビア10割から「バラエティ9割、グラビア1割」に変化している。
所属事務所本社ヴィズミックが事業を終了し、新設したプロダクション「TRUSTAR」に移管されたため、2019年10月より自身も同社に所属。
2020年12月、コンドームメーカー「相模ゴム工業」のコンドーム「サガミオリジナル002」の12代目宣伝大使に就任した。また、2021年、13代目のちとせよしのに対しては、直々に「宣伝大使の心構えの空手」を伝授した。
2024年7月11日、自身のInstagramにて結婚を公表した。相手については芸能人ではなく「相手は日本男児です」とつづっている。また結婚に伴うグラビアアイドル卒業については言及していないが、近年はグラビアアイドルとしての活動はあまり行っておらず、バラエティタレント等の活動がメインとなっている。

## 人物
- 3歳から12歳まで琉球空手を習い[34]、近畿大会（型の部）で優勝する[35]など、初段の腕前[36][37]。小6から中2まで大会3連覇した[38]。
- 中学卒業後、姉が東京に居たのもあり15歳で大阪から上京するが、休日は引きこもり、映画鑑賞、カフェなどで孤独に過ごすことが多かった。これは高校時代当時、お金が無かった事情によるもので、友人から遊びに誘われても断わらざるを得なかったり、昼食も10円の駄菓子で凌いでいた貧乏エピソードを後に明かしている[39]。
- グラビアアイドルを始めた20歳以降の数年が最も貧乏で、急に入る仕事の性質上アルバイトも自由に組めなかった。収入が安定しだしたのは、デビューから10年を経た頃だと語っている[40]。
- 趣味：音楽鑑賞（邦楽、洋楽[8][41]）、映画鑑賞[8][41]、汗だくになること[42]、クラヴマガ[42][43]。
- 特技：極妻のものまね[41][42]、創作ダンス[8][41][42]、琉球空手（初段）[8][41][42]、キックボクシング[42]。
- 「童貞を殺す空手」や「関西弁あいうえお」などのセクシーな持ちネタを持つ[44][45]。これらの芸で『家-1グランプリ2020』などお笑い芸人に混じってネタ番組にも出演し、2021年の『女芸人No.1決定戦THE W』（日本テレビ放送網）にも出場した。
- 2020年8月4日には自身の動画チャンネルでには突きと蹴りで100枚の板を割る挑戦を行った[46]。
- 胸の大きさにより車のシートベルトが苦痛であると語ったことがある[47]。
- 『芸能界常識チェック! 〜トリニクって何の肉!?〜』（朝日放送・テレビ朝日系、2021年2月16日放送回）に出演した際、紹介VTRで「グラビア界の坂田利夫」と紹介されて以降、それを自身のキャッチフレーズとしている[48][49]。

### 家族
- 女性シンガーソングライターのAmbiは実姉[50][51]。

## 出演
2012年9月以前は「平山藍里」名義で活動。

### 娯楽/バラエティ
- 水曜日のダウンタウン（TBS 東京放送2024年6月26日）「マスクマン旅2 箱根編」 - ピンクマスク

### 映画
- あいのこころ（2008年1月2日）[8][11] - 沖田アイ 役　※映画デビュー作
- 逢えてよかった（2010年4月3日）[8] - 小林幸江 役
- 冬の華（2010年）[8] - 杉浦ケイ 役
- 水銀柱の恋（2011年）[8] - 主演・皆月ユミ 役
- 彩愛（2012年1月21日）[8] - 藤沢玲奈 役
- みんな!エスパーだよ!（2015年9月4日）[52] - しずか 役
- シンデレラゲーム（2016年10月1日） - 紫垣菖蒲 役

### 舞台
- 青い鳥（2005年、松竹）[8] - 主演
- オズと魔法使い（2006年、松竹）[8] - 主演
- ONEICHAN'S ELEVEN（2010年、劇団女神座）
- ONEICHAN'S TWELVE（2010年、劇団女神座）
- ひまわり畑と提灯とアイツ。（2010年、劇団女神座）
- 大泥棒 石川幸子（2011年、劇団女神座）
- デンジャラスキューティー（2011年、劇団女神座）
- 池田屋チェックイン（2011年、bpm）

### テレビドラマ
- ラブホの上野さん 第5話（フジテレビ、2017年2月16日） - しのぶ（看護師） 役
- 声優探偵 最終話（2021年3月27日、テレビ東京） - 艶乃 役
- 大河ドラマ どうする家康 第10回（2023年3月12日、NHK） - 家康の側室候補 役[53]
- 極限夫婦 第三章第4話（2024年3月22日、カンテレ） - 人妻エミちゃん 役

### テレビ番組
- きらきらアフロ（テレビ大阪、2006年）[8]
- ホリさまぁ〜ず（TBS、2010年3月2日・24日）[8]
- ビキスポ！ #21 - #32（MONDO TV、2010年）
- バナナ炎（TOKYO MX、2012年1月17日）
- ゴッドタン（テレビ東京、2012年10月20日・2018年2月24日[54]）
- ミラレテル（フジテレビ、2012年12月27日）
- 給与明細2[55]（テレビ東京、2014年5月17日・24日）
- 全力坂（テレビ朝日、2014年10月7日・13日）
- ミュージックドラゴン「朗読少女」（日本テレビ、2014年11月28日）
- NEO決戦バラエティ キングちゃん（テレビ東京、2016年11月8日）
- 金曜★ロンドンハーツ（テレビ朝日、2016年11月11日）
- 志村&鶴瓶のあぶない交遊録（テレビ朝日、2017年1月2日）
- 佳代子の部屋〜真夜中のゲーム会議〜（フジテレビ、2017年6月22日・11月30日 / 2017年12月14日からレギュラー）
- オールスター後夜祭（TBS、2018年4月1日）- アシスタント
- 本能Z（CBC、2018年12月12日、2020年2月26日）
- 女が女に怒る夜（日本テレビ、2019年1月21日）
- 上田ちゃんネル（CSテレ朝チャンネル、2019年9月19日）
- ダウンタウンDX（読売テレビ、2019年10月24日・2020年8月27日・2021年11月25日）
- スポさま（BSテレビ東京、2020年1月5日・12日・19日）
- ウチのガヤがすみません!（日本テレビ、2020年3月17日 他）
- オールスター感謝祭'20（TBS、2020年10月3日）
- 有吉反省会（日本テレビ、2020年）
- 芸能界常識チェック～トリニクって何の肉!?～（朝日放送・テレビ朝日系、2021年2月16日）
- ギリギリライブ イマドキ女子のリアル生態調査（2021年8月31日、9月6日、北海道文化放送）
- SASUKE （2021年12月28日、TBS） ローリングヒルでリタイア
- 競輪LIVE!チャリロトよしもと（2022年3月24日 - 、BSよしもと） - 木曜レギュラー⇒月曜レギュラー
- 全力!脱力タイムズ（フジテレビ、2024年4月5日）
- チョコプランナー（テレビ朝日、2024年9月1日）

### Webテレビ
- 妄想マンデー（AbemaTV）
- 橋本道場 負けて勝つ!（2016年8月10日 - 11月26日、ぽにちゃん） - 聞き手
- DTテレビ（2017年 - 2019年、AbemaTV）不定期レギュラー[56]
- お願い!ランキング（AbemaTV）
- 尻先輩・倉持由香 VRグラドル女子会（360Channel、2018年5月27日）[57]
- ぶるぺん（2018年4月、GYAO!）[58]
- モヤさまネット・オリコンツ ムチムチVSしこしこ 炎の軍団対抗戦（Paravi、2018年4月15日・29日 - ）
- カンニング竹山の土曜The NIGHT（2018年7月8日・10月7日・12月16日、2019年9月8日、2020年4月19日、9月20日、AbemaTV）[59]
- チャンスの時間（2018年8月8日、AbemaTV）[60]
- DDT 木曜The NIGHT #32（2018年9月14日、AbemaTV）
- 尻先輩・倉持由香 VRグラドル女子会 Vol.2（2018年10月8日、360Channel）
- GACKTプロデュース!　POKER×POKER（2019年5月、AbemaTV）[61]
- ゴッドタン×ドラエグ スペシャル動画・今ヤバイ！ モンスター芸能人No.1決定戦 後編（2020年3月23日、TVerなど）フェロモンモンスター[62]
- 家-1グランプリ2020〜お笑い自宅芸No.1決定戦〜（2020年5月3日、ABEMA） - 決勝進出者[63][64]
- 極楽とんぼのタイムリミット（2020年6月14日、8月9日[65]、2021年2月14日[66]、ABEMA）[67]
- KEIRINで100万円を賭けたいオンナたち（2020年9月11日 ‐ 10月9日、ABEMA）[68]
- スピードワゴンの月曜The NIGHT（2020年11月2日、ABEMA）[69]
- 風雲!たけし城（2023年4月21日 - 、Amazon Prime Video）
- まいにち賞レース

### Webラジオ
- 清水あいりのラジぷゆ♡（2018年1月 - 、ラジオクロニクル）

### CM
- JINRO「マッコリ」
- NOTTVwebCM「6人のアフロ」（2015年）
- webCM「PSO2es」オンラインゲーム（2017年）
- WebCM エイチーム「コスプレ出社#cosplay」（2019年）[70]

### MV
- ザ・チャレンジ (バンド)「そんなことより踊ろうぜ」（2017年5月）
- L-VOKAL feat. CK, D.O, とろサーモン（久保田 aka MCサーモン）「ケペラギ2」（2017年7月）
- オメでたい頭でなにより「スーパー銭湯〜オメの湯〜」（2017年11月）
- DAOKO 2ndアルバム『THANK YOU BLUE』初回限定版DVD「歌舞伎町の女王」（2017年12月）
- オメでたい頭でなにより「着火繚乱ビンビンビン」（2023年8月）[71]

### ゲーム
- ドラゴンエッグ（2020年4月24日 - 5月17日、ルーデル）「清水あいり」として登場。

### その他
- ファンタスターチャンネル（2013年、ニコニコチャンネル）[72]
- バサラ部 乙女組!（2014年、CAPCOM）[73]
- JOYSOUND グラビア採点ムービー（2015年2月4日より配信）[74]
- PSO2アークス広報隊! 木曜日担当（2015年 - 2016年）[75]
  - PSO2アークス広報隊-NT（2016年、OG）[76]
- 相模ゴム工業「サガミオリジナル002」宣伝大使（2020年）[28]
- 豊丸産業「P華牌RR with 清水あいり 150de遊タイム」（2022年）

## 作品

### イメージDVD
- リアルオーディション Nadeshiko【マルチ女優】（ベンテンエンタテインメント、2010年7月16日発売）
- 平山藍里 My Girl（ラインコミュニケーションズ、2010年8月20日）[8]
- スペシャルオムニバス My Girl（ラインコミュニケーションズ、2011年1月20日）[8]
- Venus！ 平山藍里 Angel Kiss〜ぷるるんジャーニー〜（トリコ、2011年3月19日発売）[8]
- 夏目理緒&平山藍里 My Girl（ラインコミュニケーションズ、2011年7月20日発売、共演：夏目理緒）
- 平山藍里 My Girl 2（ラインコミュニケーションズ、2011年9月20日発売）
- おいしいアイリ（イーネット・フロンティア、2013年3月22日発売）[41]
- アイリ先生と遊ぼう（竹書房、2013年7月26日発売）
- 或る女の日常（ギルド、2013年11月21日発売）
- My Lovely Doll（シャイニングスター、2014年5月30日発売）
- ワタシノイチブブン2（イーネット・フロンティア、2014年11月21日発売）
- 恋の予感（スパイスビジュアル、2015年11月27日発売）
- 恋の再会（イメカ合同会社、2016年7月22日発売）
- URECCO vol.1（マイロール 、2018年12月21日発売）
- 恋するキモチ。（エアーコントロール 、2019年10月25日発売）
- URECCO ～AnotherHeaven～（マイロール 、2020年2月1日発売）
- ええやろ？（エスデジタル 、2022年1月28日発売）

### 写真集
- puyu.（2017年11月15日、KADOKAWA、撮影：三浦雄司）ISBN 978-4047349148
- 「一妄打尽」（2018年4月1日、妄想マンデー）撮影：今野杏南 - 発行番組出演者による写真集[77]
- 秘匿（2019年7月16日、玄光社、撮影：イワタ）ISBN 978-4768312117[78]

#### デジタル写真集
- キケンなディスタンス image.tvデジタル写真集（2012年12月から2013年1月までimage.tvにて配信、2015年7月からデジタルブックファクトリーによって再配信）[79]
- 月刊清水あいり×宮下マキ DIGITAL BOOK（月刊デジタルファクトリー、2013年6月会員配信、2014年2月一般配信）[80]
- magnetic G 清水あいり vol.1（magnetic G、2014年5月配信）
- magnetic G 清水あいり vol.2（magnetic G、2014年7月配信）
- 『或る女の日常』　清水あいり　デジタル写真集（ギルド、pad、2015年1月配信）
- お困り家庭教師 清水あいり（必撮！まるごと☆、2015年5月配信）
- 競泳部 活動日誌 清水あいり（必撮！まるごと☆、2015年7月配信）
- ロリパイHカップ 清水あいり（必撮！まるごと☆、2015年7月配信）
- 隠れ巨乳女学生 清水あいり（必撮！まるごと☆、2015年8月配信）
- 清水あいり Complete vol.1（必撮！まるごと☆、2015年2月配信）
- magnetic G 清水あいり『Love Body』（magnetic G、2016年1月配信）

### 音楽配信
- 関西弁あいうえお（2019年7月24日、ユニバーサルミュージック）[81][82]